# Liste der Stolpersteine in Badbergen
Die Liste der Stolpersteine in Badbergen enthält alle Stolpersteine, die im Rahmen des gleichnamigen Kunst-Projekts von Gunter Demnig in Badbergen verlegt wurden. Mit ihnen soll der Opfer des Nationalsozialismus gedacht werden, die in Badbergen lebten und wirkten. Bei bisher zwei Verlegungen seit Januar 2015 wurden insgesamt 17 Stolpersteine verlegt. (Stand: Mai 2019)

## Liste der Stolpersteine
| Bild                               | Adresse                               | Verlegedatum  | Person, Inschrift | Anmerkung                                                                                    |
| ---------------------------------- | ------------------------------------- | ------------- | --- | -------------------------------------------------------------------------------------------- |
| Stolperstein für Joel Mindus       | Dinklager Straße 10/Ecke Sonnenhöhe · | 28. Jan. 2015 | Hier wohnte Joel Mindus Jg. 1847 deportiert 1942 Theresienstadt ermordet 28.9.1942                                            |                                                                                              |
| Stolperstein für Friederike Mindus | Dinklager Straße 10/Ecke Sonnenhöhe · | 28. Jan. 2015 | Hier wohnte Friederike Mindus geb. Wesermann Jg. 1844 gedemütigt/entrechtet tot 17.11.1942                                    |                                                                                              |
| Stolperstein für Mathilde Mindus   | Dinklager Straße 10/Ecke Sonnenhöhe · | 28. Jan. 2015 | Hier wohnte Mathilde Mindus Jg. 1878 Schicksal unbekannt                                                                      |                                                                                              |
| Stolperstein für Adolph Mindus     | Dinklager Straße 10/Ecke Sonnenhöhe · | 28. Jan. 2015 | Hier wohnte Adolph Mindus Jg. 1879 Schicksal unbekannt                                                                        |                                                                                              |
| Stolperstein für Hermine Mindus    | Dinklager Straße 10/Ecke Sonnenhöhe · | 28. Jan. 2015 | Hier wohnte Hermine Mindus Jg. 1882 deportiert 1942 Theresienstadt ermordet                                                   |                                                                                              |
| Stolperstein für Ida Mindus        | Dinklager Straße 10/Ecke Sonnenhöhe · | 28. Jan. 2015 | Hier wohnte Ida Mindus Jg. 1884 deportiert 1942 Theresienstadt ermordet                                                       |                                                                                              |
| Stolperstein für Grete Mindus      | Dinklager Straße 10/Ecke Sonnenhöhe · | 28. Jan. 2015 | Hier wohnte Grete Mindus Jg. 1915 deportiert 1942 Theresienstadt ermordet 27.2.1943 Auschwitz                                 |                                                                                              |
| Stolperstein für David Meyer       | Am Markt 4 ·                          | 4. Juni 2016  | Hier wohnte David Meyer Jg. 1869 Flucht Holland interniert Westerbork deportiert 1943 Sobibor ermordet 14.5.1943              |                                                                                              |
| Stolperstein für Sophie Meyer      | Am Markt 4 ·                          | 4. Juni 2016  | Hier wohnte Sophie Meyer geb. Frank Jg. 1865 gedemütigt/entrechtet tot 23.9.1935                                              | Sophie Meyer war die Ehefrau von David Meyer, sie wurde auf dem jüdischen Friedhof beerdigt. |
| Stolperstein für Carl Meyer        | Am Markt 4 ·                          | 4. Juni 2016  | Hier wohnte Carl Meyer Jg. 1896 Flucht 1936 Argentinien                                                                       |                                                                                              |
| Stolperstein für Ida Meyer         | Am Markt 4 ·                          | 4. Juni 2016  | Hier wohnte Ida Meyer verh. Voss Jg. 1901 Flucht 1937 Argentinien                                                             |                                                                                              |
| Stolperstein für Martha Meyer      | Am Markt 4 ·                          | 4. Juni 2016  | Hier wohnte Martha Meyer verh. Levy Jg. 1899 Flucht 1937 Argentinien                                                          |                                                                                              |
| Stolperstein für Anni Meyer        | Am Markt 4 ·                          | 4. Juni 2016  | Hier wohnte Anni Meyer Jg. 1907 ... Flucht USA                                                                                |                                                                                              |
| Stolperstein für Else Meyer        | Am Markt 4 ·                          | 4. Juni 2016  | Hier wohnte Else Meyer verh. Hess Jg. 1897 Flucht 1933 Holland interniert Westerbork deportiert 1942 Auschwitz ermordet       |                                                                                              |
| Stolperstein für Julius Meyer      | Am Markt 4 ·                          | 4. Juni 2016  | Hier wohnte Julius Meyer Jg. 1905 Flucht Holland interniert Westerbork deportiert 1942 Flossenbürg ermordet 27.1.1945         |                                                                                              |
| Stolperstein für Frieda Meyer      | Am Markt 4 ·                          | 4. Juni 2016  | Hier wohnte Frieda Meyer geb. Frank Jg. 1912 Flucht Holland interniert Westerbork deportiert 1942 Auschwitz ermordet5.11.1942 |                                                                                              |
| Stolperstein für Sonja Meyer       | Am Markt 4 ·                          | 4. Juni 2016  | Hier wohnte Sonja Meyer Jg. 1939 Flucht Holland interniert Westerbork deportiert 1942 Auschwitz ermordet 5.11.1942            |                                                                                              |

## Verlegungen
- 28. Januar 2015: sieben Stolpersteine an einer Adresse[2]
- 4. Juni 2016: zehn Stolpersteine an einer Adresse[3]